# Passage souterrain
Pour plus de détails, voir Fiche technique et Distribution.
Passage souterrain (Υπόγεια διαδρομή, Hypogia diadromi) est un film grec réalisé par Apostolos Doxiadis et sorti en 1983.

## Synopsis
L'action est située dans un futur proche, cependant, les personnages sont tous de la « génération de Polytechnique » : ils ont fait leurs études durant la dictature des colonels. Le personnage central, Kostas Kavadias, est ministre du Développement industriel. Il doit affronter simultanément deux crises. Sa femme a tenté de se suicider. Il ne réussit pas à comprendre les raisons de cette tentative et n'arrive pas à renouer le dialogue avec son épouse. En parallèle, une fuite de produit toxique s'est produite dans une usine de sa circonscription. Les habitants, menés par le Dr. Michalis Liaskos, un ami d'enfance et ancien compagnon de lutte du ministre du temps de la dictature, exigent la fermeture de l'usine. Les deux histoires séparées finissent par se rejoindre. La femme du ministre rencontre secrètement le docteur qui aurait gardé ses liens avec les extrémistes de sa jeunesse. Le ministre demande aux services secrets d'enquêter, considérant que l'accident dans l'usine pourrait ne pas en être un. Il soupçonne un attentat extrémiste. L'action des services secrets entraîne la mort de deux anciens amis du ministre, suivie de l'annulation des élections et l'instauration de l'état d'urgence. Finalement, le ministre perd sa femme et est accusé de complot contre l'État.

## Fiche technique
- Titre : Passage souterrain
- Titre original : Υπόγεια διαδρομή (Hypogia diadromi)
- Réalisation : Apostolos Doxiadis
- Scénario : Apostolos Doxiadis et Petros Tatsopoulos (el)
- Direction artistique :
- Décors : Giorgos Chatzimikalis
- Costumes :
- Photographie : Aris Stavrou et Andreas Bellis
- Son : Marinos Athanasopoulos
- Montage : Takis Yannopoulos
- Musique : Michalis Grigoriou
- Production :  Centre du cinéma grec
- Pays d'origine :  Grèce
- Langue : grec
- Format :  Couleurs
- Genre : Thriller
- Durée : 125 minutes
- Dates de sortie : 1983

## Distribution
- Yannis Fertis (el)
- Betty Livanou
- Giorgos Moschidis
- Pavlos Kontogiannidis
- Stelios Vokovits (el)
- Vassilis Kolovos (el)
- Petros Zarkadis
- Sophocles Peppas

## Récompenses et distinctions
- Festival du cinéma grec 1983 (Thessalonique) : meilleur jeune réalisateur